# Henryk Dembiński
Henryk Dembiński (n. 16 ianuarie 1791, Cracovia, Polonia-Lituania – d. 13 iulie 1864, Paris, Franța) a fost un inginer, călător și general polonez.

Intrarea triumfală a generalului în Praga (districtul Varșovia).